# Angersfragmentet
Angersfragmentet er det eneste fragment af Gesta Danorum, der sandsynligvis bærer Saxos egen håndskrift. Det består af fire blade pergament med otte beskrevne sider (ca. 21 x 16 cm).

## Historie
Angersfragmentet blev første gang omtalt på side 90 i Albert Lemarchands bog Catalogue des manuscripts de la Bibliotheque d’Angers i 1863. Fragmentet var brugt som indbindingsmateriale i en bog fra det 15. århundrede.
Fragmentet blev først identificeret af Gaston Paris i 1877. I 1878 byttede Det Kongelige Bibliotek sig til det mod et manuskript fra Saint-Martin-des-Champs-abbediet i Paris. 
Det Kongelige Bibliotek signatur på teksten er NKS 869 g 4°.
Teksten svarer til siderne 24–29 i Peter Erasmus Müllers udgave af Gesta Danorum fra 1839 eller siderne 11.19–16.29 i Jørgen Olrik & H. Ræders udgave fra 1931.

## Tekstkilde online
- Digital faksimile af NKS 869 g 4° på Det Kongelige Bibliotek (Angersfragmentet af Gesta Danorum, med introduktion og indholdsangivelser)